# Conversión de coordenadas ecuatoriales a coordenadas galácticas
Se trata de convertir coordenadas celestes de un tipo en otro.

## Las fórmulas
Las fórmulas para convertir las coordenadas ecuatoriales en coordenadas galácticas son:
- {\displaystyle \cos b\cos(l-l_{n})=\cos \delta \cos(\alpha -\alpha _{n})\,} (1)

- {\displaystyle \sin b=\sin \delta \cos g-\cos \delta \sin g\sin(\alpha -\alpha _{n})\,} (2)

- {\displaystyle \cos b\sin(l-l_{n})=\sin \delta \sin g+\cos \delta \cos g\sin(\alpha -\alpha _{n})\,} (3)

donde {\displaystyle \alpha } es la ascensión recta, {\displaystyle \delta } es la declinación, {\displaystyle l} es la longitud galáctica y {\displaystyle b} es la latitud galáctica. Las constantes introducidas valen {\displaystyle \alpha _{n}=282{,}25^{\circ }}, {\displaystyle l_{n}=33{,}012^{\circ }} y {\displaystyle g=62{,}6^{\circ }}

## El cálculo y resolución de ambigüedades
De la ecuación (2) se obtiene mediante la función {\displaystyle \arcsin \,} la latitud galáctica {\displaystyle b} sin ambigüedad.
- Hay que tener presente que {\displaystyle g=62{,}6^{\circ }} es complementario del valor utilizado en el applet 27,4º por lo que {\displaystyle \sin g=\cos 27{,}4^{\circ }} y {\displaystyle \cos g=\sin 27{,}4^{\circ }}. Por otra parte {\displaystyle \alpha _{n}} y 192,25 que es el valor usado en el applet difieren en 90°, y que {\displaystyle \cos(x+90^{\circ })=-\sin(x)\,}.

- Dividiendo (3)/(1) y sustituyendo (2) puede obtenerse:

{\displaystyle \tan(l-l_{n})={\frac {\sin \delta -\cos g\cdot \sin b}{\sin g\cdot \cos \delta \cdot \cos(\alpha -\alpha _{n})}}\,}
- Recordando que {\displaystyle g\,} y 27,4 son complementarios y que {\displaystyle \sin(x+90^{\circ })=\cos(x)\,} obtenemos la fórmula programada para obtener {\displaystyle l-l_{n}\,}

## Un applet en Java-Script
Un script de Java que hace esto es:
```
<SCRIPT LANGUAGE="JavaScript">
<!-- hide this script tag's contents from old browsers
function compute(form) {
    AH=eval(form.arh.value)
    AM=eval(form.arm.value)
    AS=eval(form.ars.value)
    DG=eval(form.dcg.value)
    DM=eval(form.dcm.value)
    DS=eval(form.dcs.value)
    with (Math) { 
	R =180/PI
	RA=AH+AM/60+AS/3600
        DC=DG+DM/60+DS/3600
	RA = RA * 15
	GT=asin(cos(DC/R)*cos(27.4/R)*cos(RA/R-192.25/R)+sin(DC/R)*sin(27.4/R))
        GL=atan((sin(DC/R)-sin(GT)*sin(27.4/R))/(cos(DC/R)*sin(RA/R- 192.25/R)*cos(27.4/R)))
	GL= GL * R
	TP=sin(DC/R)-sin(GT)*sin(27.4/R);
	BT=cos(DC/R)*sin(RA/R-192.25/R)*cos(27.4/R)
	if (BT<0) {
		GL=GL+180
		} else {
		if (TP<0) {
			GL=GL+360
			}
		}
	GL = GL + 33
	if (GL>360) {
		GL = GL - 360
		}
	<!--conversion a gms de la longitud galactica-->
	LG=floor(GL);
	LM=floor((GL - floor(GL)) * 60)
	LS=((GL -floor(GL)) * 60 - LM) * 60
	GT=GT*R;
	<!--conversion a g.ms de la latitud galactica-->
	D = abs(GT);
	if (GT>0) {
		BG=floor(D)
		} else {
		BG=(-1)*floor(D)
		}
	BM=floor((D - floor(D)) * 60)
	BS = ((D - floor(D)) * 60 - BM) * 60
	if (GT<0) {
		BM=-BM;
		BS=-BS;
		}
    }
    form.longitud.value =GL;
    form.latitud.value =GT;
    form.lond.value =LG;
    form.lonm.value =LM;
    form.lons.value =LS;
    form.latg.value =BG;
    form.latm.value =BM;
    form.lats.value =BS;
    
     
}
// done hiding from old browsers -->
</SCRIPT>

```